# Filip al V-lea al Franței
Filip al V-lea (n. 1293, Vincennes, Métropole du Grand Paris, Franța – d. 3 ianuarie 1322, Abbey of Longchamp⁠(d), Paris, Regatul Franței), supranumit Lunganul (franceză: Le Long), a fost rege al Franței și al Navarrei (ca Filip al II-lea) și Contele de Champagne, începând cu 1316 și până la moartea sa.

## Biografie
Filip s-a născut la Lyon, al doilea fiu al regelui Filip al IV-lea al Franței și a reginei Ioana I de Navara și a fost numit Conte de Poitou. Istoricii moderni l-au descris pe Filip al V-lea ca fiind un om "sensibil și cu o inteligență considerabilă" și "cel mai înțelept și cel mai apt din punct de vedere politic" din cei trei fiii ai lui Filip al IV-lea.
Filip a fost influențat atât de necazurile pe care le-a avut tatăl său în anul 1314 cât și de dificultățile pe care fratele său mai mare, Ludovic al X-lea, a trebuit să le confrunte în anii care au urmat. Centrul acestor probleme a fost reprezentat de taxe și de dificultatea de a le crește fără a crea crize.
Filip s-a căsătorit cu Ioana, Contesă de Burgundia, fiica cea mare a lui Otto al IV-lea, Conte de Burgundia în 1307. Planul inițial a fost ca Ludovic al X-lea să se căsătorească cu Ioana însă a fost modificat după logodna lui Ludovic cu Margaret.
Ioana a fost implicată în cazul de adulter al reginei Margaret din 1314. Margaret a fost acuzată și condamnată de adulter cu doi cavaleri conform mărturiei cumnatei sale, Isabela a Franței. Ioana a fost suspectată că ar fi știut de adulter; plasată sub arest la domiciliu la Dourdan ca pedeapsă, s-a sugerat că și Ioana s-ar face vinovată de adulter. Cu ajutorul lui Filip, ea a continuat să-și susțină nevinovăția și prin 1315 numele ei a fost eliminat de către Parlamentul din Paris, parțial sub influența lui Filip, și i s-a permis să se întoarcă la Curte. Nu este clar de ce Filip a procedat în acest fel. O teorie susține că era preocupat de faptul că dacă ar fi abandonat-o ar fi fost posibil să piardă Burgundia; altă teorie, care se bazează pe scrisorile de dragoste, susține că de fapt era profund îndrăgostit de soția sa.
La moartea fratelui său Ludovic al X-lea, a doua soție a regelui, Clémence a Ungariei, era însărcinată așa că, Prințul Filip a fost declarat regent până la nașterea copilului. După nașterea unui fiu, Ioan I, Filip a trebuit să continue regența, până la majoratul nepotul său. Însă acest fiul postum al lui Ludovic al X-lea a murit la cinci zile după naștere iar Filip a fost încoronat rege în 1317.